# Brigad Wotan
Brigad Wotan var under 1990-talet ett vit makt-band från Trollhättan.
Brigad Wotan (Wotan är det tyska namnet för Oden) bildades 1993 vid en tid när Trollhättan uppmärksammades i media på grund av återkommande gängbråk mellan invandrarungdomar och främlingsfientliga ungdomar. Det var särskilt två händelser som ledde till omfattande artiklar i media: misshandeln av två män från Somalia och moskébranden i Trollhättan 1993.
Brigad Wotan producerade först ett demoband och gav sedan ut två album: Sverige i brand (1994) och Nationellt Självförsvar (1996).
Brigad Wotan fick positiva recensioner i SDU-bulletinen, med kommentaren att "samtliga texter är nationella".
Senare gav man även ut en singel och medverkade på samlingsskivorna Nordic skins och Swedish skins, då under namnet Somalia Kickers, eftersom flera gruppmedlemmar dömts för delaktighet i den ovan nämnda misshandeln. Gruppen är känd för låten "Krossa Frihetsfronten" som handlar om den nyliberala organisationen Frihetsfronten.

## Diskografi

### Album
- 1994 – Sverige i brand (Svea Musik).[5]
- 1996 – Nationellt Självförsvar (Ragnarök Records).[6]

### Demo
- 1993 – Demo.[7]